# Somos Floresta
Somos Floresta fue un programa transmitido por señal de cable Telemax perteneciente a TeleCentro. Producido y grabado en Buenos Aires, Argentina. Se emitió entre 2010 y 2013. Fue el único programa de televisión dedicado en exclusiva a cubrir las actividades del Club Atlético All Boys.
En el programa se mostraban noticias, novedades, entrevistas y notas en materia de Organización deportiva, Educación, Instalacines deportivas y las diversas Competiciones de la Institución.

## Temporadas
La primera temporada empezó el 19 de agosto de 2010, contó con 16 capítulos y fue transmitida por la señal de cable Telemax. La segunda temporada que empezó el 14 de febrero de 2011, contó con 20 capítulos y fue transmitida por la señal de cable Argentinísima satelital.
La tercera temporada empezó el 14 de agosto de 2013 y volvió a ser transmitida por Telemax. Contó con 17 capítulos.